# Vendresse-Beaulne
Vendresse-Beaulne ist eine französische Gemeinde mit 99 Einwohnern (Stand 1. Januar 2022) im Département Aisne in der Region Hauts-de-France (vor 2016 Picardie). Sie gehört zum Arrondissement Laon und zum Kanton Villeneuve-sur-Aisne.

## Geografie
Die Gemeinde Vendresse-Beaulne liegt im Höhenzug Chemin des Dames in einem Seitental der Aisne, 16 Kilometer südlich von Laon. Nachbargemeinden von Vendresse-Beaulne sind Pancy-Courtecon und Cerny-en-Laonnois im Norden, Paissy im Nordosten, Braye-en-Laonnois im Osten, Moulins und Œuilly im Südosten, Bourg-et-Comin im Süden, Moussy-Verneuil im Südwesten sowie Braye-en-Laonnois im Westen.

## Geschichte
Das Dorf Vandresse wurde 1136 unter dem Namen Vendressa urkundlich erwähnt.
1923 wurden die beiden Gemeinden Beaulne-et-Chivy und Vendresse-et-Troyon zur heutigen Gemeinde Vendresse-Beaulne vereinigt.

### Bevölkerungsentwicklung
| Jahr                       | 1962 | 1968 | 1975 | 1982 | 1990 | 1999 | 2006 | 2012 | 2022 |
| Einwohner                  | 132  | 131  | 105  | 95   | 83   | 98   | 113  | 116  | 99   |
| Quellen: Cassini und INSEE |      |      |      |      |      |      |      |      |      |

## Sehenswürdigkeiten

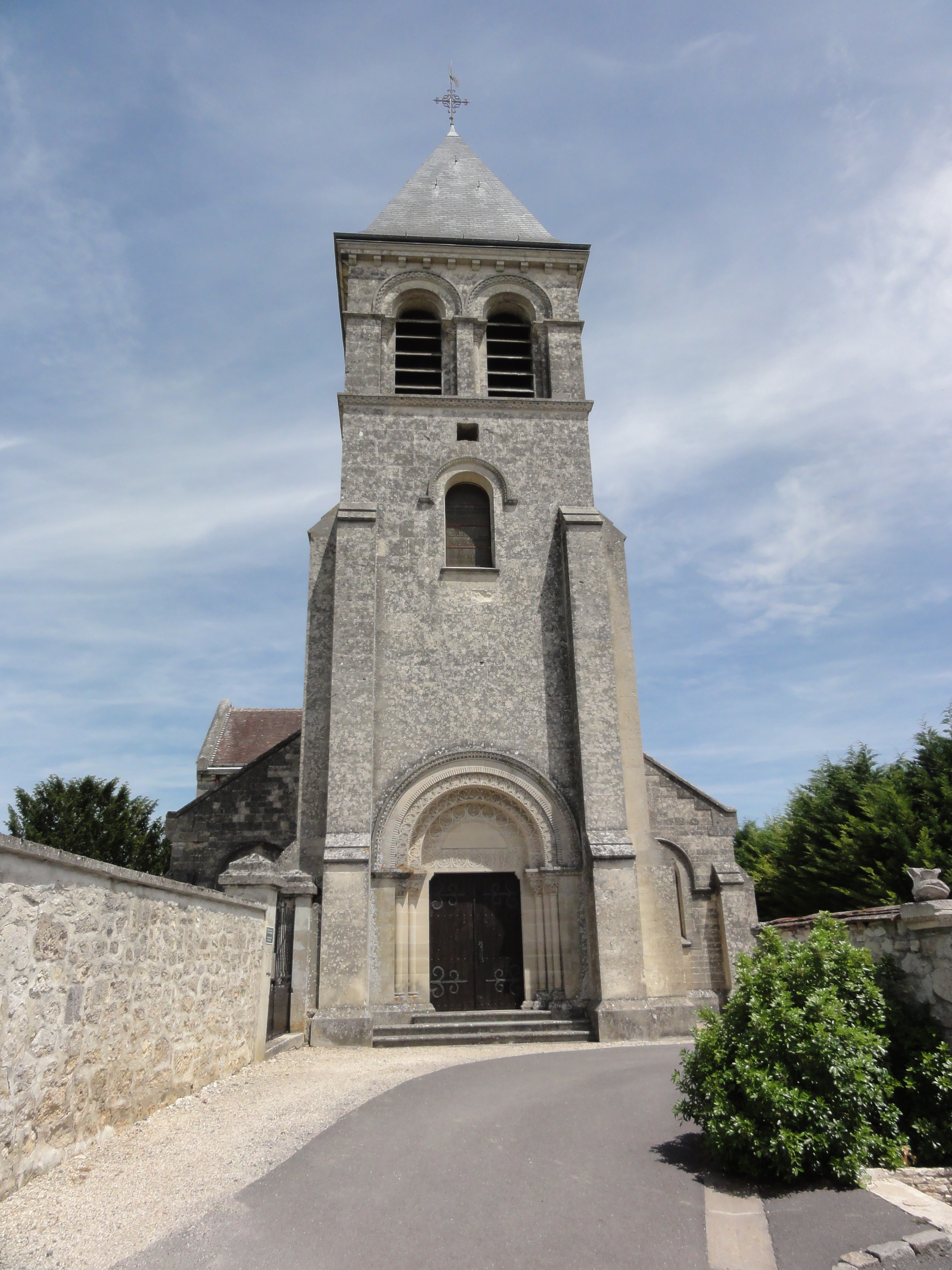
Kirche Saint-Rémi
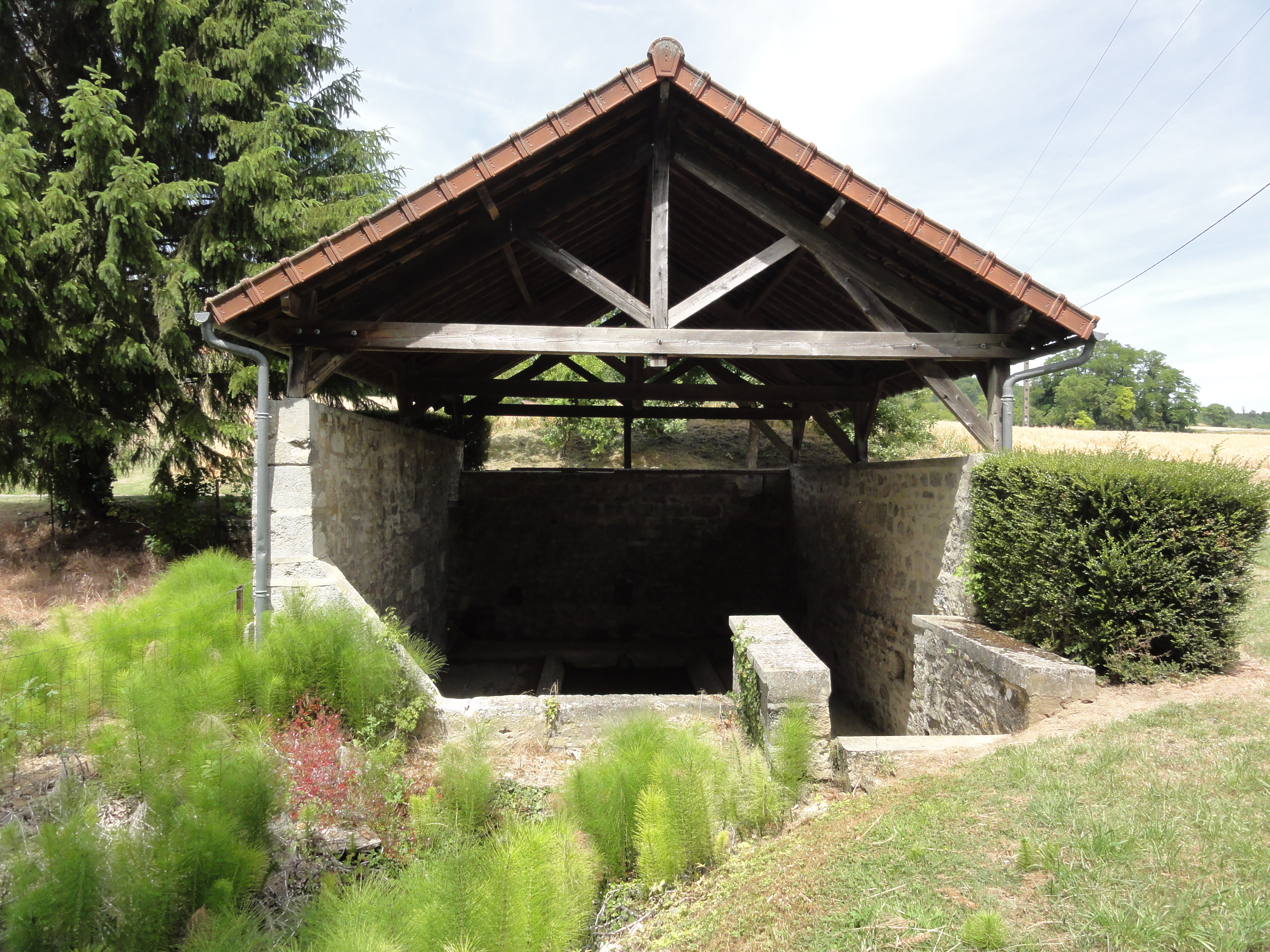
Lavoir

- Kirche Saint-Rémi
- Lavoir